# 세르게이 보르트키에비치

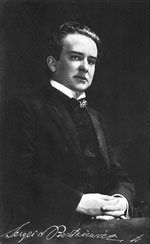
28세이던 1905년 당시의 보트트키에비치

세르게이 보르트키에비치(폴란드어: Siergiej Bortkiewicz 시에르기에이 보르트키에비치[*], 우크라이나어: Сергій Едуардович Борткевич 세르히 에두아르도비치 보르트케비치[*], 1877년 2월 28일[율리우스력 2월 16일] ~ 1952년 10월 25일)는 우크라이나의 낭만주의 작곡가이자 폴란드계 피아니스트이다.

## 생애

### 어린 시절
그는 하르키우 출생이다. 상트페테르부르크에서 아나톨리 리야도프와 카를 폰 아레크(Karl von Arek)로부터 음악 교육을 받았다.
1900년 그는 상트페테르부르크를 떠나 라이프치히 여행을 떠났고 프란츠 리스트 제자인 알프레드 라이제나우어 와 살로몬 야다존의 제자가 되었다. 1902년 7월, 보르트키에비치는 라이프치히 음악원에서 학업을 마치고 슈만 상을 수상했다. 1904년 러시아 제국으로 돌아온 그는 누이의 친구인 엘리자베스 게라클리토바와 결혼한 후 독일로 돌아와 베를린에 정착했다. 그가 진지하게 작곡을 시작한 것은 거기에서였다.
1904년부터 1914년까지 보르트키에비치는 베를린에서 계속 살았지만 여름에는 우크라이나에 있는 가족을 방문하거나 콘서트 투어로 유럽을 자주 여행했다. 1년 동안 그는 평생 친구인 네덜란드 피아니스트 Hugo van Dalen(1888-1967)을 만나기 위해 Klindworth-Scharwenka 음악원에서 가르쳤다. Van Dalen은 Bortkiewicz의 피아노 협주곡 1번을 1913년 11월 베를린에서 작곡가가 지휘 하는 Blüthner 오케스트라와 함께. 초연했다.

### 제1차 세계 대전
1914년 제1차 세계 대전 이 발발하여 삶은 바뀌었다. 러시아 제국의 시민이었던 그는 아내와 함께 처음에는 가택 연금을 받았다가 나중에 스칸디나비아를 통해 독일에서 러시아로 추방되었다. 그는 음악 교사로 확립하고 콘서트를 열었다.
전쟁이 끝나고 러시아 혁명이 시작되어 작곡가와 그의 가족은 공산주의자들의 점령으로 인해 아르테모프카를 탈출해야 했다. 하르키우가 붉은 군대에 함락되면서 그의 가족은 돌아갈 수 없었다. 현재 붉은 군대에 둘러싸인 지역에서 작곡가는 그의 어머니와 여동생의 남편이 티푸스에 걸려 노보로시스크에서 혼돈 속에서 죽어가는 것을 지켜보았다. 그는 얄타에서 탈출을 시도했고 1919년 11월에 증기선 "Konstantin"을 통해 안전하지만 무일푼으로 탈출하는 데 성공했다.

### 전쟁 사이
이스탄불에서 술탄의 궁정 피아니스트 Ilen Ilegey의 도움으로 콘서트를 시작하고 다시 가르치기 시작했다. 그는 여러 대사관을 통해 유명해졌다. 베오그라드를 통해 소피아에 와서 오스트리아 비자를 받기 전에 잠시 기다려야 했다. 1922년 7월 22일 작곡가와 그의 아내는 오스트리아에 도착했다.
처음에 바덴을 거주지로 선택했다. 그는 1923년까지 이곳에 머물렀다. 그 후 그는 빈으로 이사하여 앞으로 5년 동안 머물게 되었고 1925년 마침내 오스트리아 시민권을 취득했다.
1928년 6개월 동안 파리로 갔다가 베를린에서 살기 위해 돌아왔다. 1933년에 그는 다시 독일을 떠나야 했다. 러시아인이었던 그는 현재 나치의 박해에 직면해 있었고 모든 음악 프로그램에서 그의 이름이 삭제되는 것을 보았다. 그는 빈으로 돌아와 1935년 Blechturmgasse 1 door 5에 거주지를 정했다. 그는 평생을 그곳에서 살았다.
이 기간 동안 Bortkiewicz는 심각한 재정적 어려움을 겪고 친구인 Hugo van Dalen에게 재정적 도움을 여러 번 요청할 필요가 있었다. 이 기간 동안 그는 차이코프스키와 나데즈다 폰 멕 사이의 편지를 러시아어에서 독일어로 번역했다.

### 제2차 세계 대전
2차 세계 대전은 그를 절망과 파멸의 가장자리로 몰아넣었다. 독일 출판사(Rahter & Litolff)가 소장하고 있던 인쇄된 작품의 대부분이 독일 도시의 폭격으로 파괴되어 음악 판매로 인한 모든 수입을 잃었다. 그와 그의 아내는 전쟁이 끝날 때 육체적으로나 정신적으로 지쳐 있었고 그의 친구인 주치의인 Dr. Walter Zdrahal이 그들을 치료하기 위해 빈에 있는 Franz Joseph 병원에 부부를 입원시켰을 때 둘 다 절박한 상황에 있었다.

### 전쟁 후에
1945년 가을, 그는 비엔나 시립 음악원의 마스터 클래스 책임자로 임명되어 작곡가가 그토록 원하던 재정적 안정의 일부를 제공하는 데 도움이 되었다. 이 기간 동안 그는 여섯 개의 전주곡 Op. 66(1946-47) 중 2개(1번과 3번)만이 지금까지 발견되었다. 이 전주곡은 네덜란드 피아니스트 Hélène Mulholland(1912–2000)에게 헌정되었으며, 그는 전쟁 후 필요한 식량과 옷을 보내 그를 도왔다. 1948년 그가 은퇴한 후 비엔나 공동체는 그에게 명예 연금을 수여했다.
1947년 빈에서 Bortkiewicz Society가 설립되었다. 창립 회의는 1947년 4월 10일 Schillerplatz에 있는 Akademie 도서관 홀에서 열렸다. 그 모임의 결과, 11월부터 5월까지 매월 첫째 월요일에 작곡가의 친구들과 협회 회원들이 Künstlerhaus에 모여 Bortkiewicz가 직접 연주한 작곡가의 음악 콘서트를 들었다. Bortkiewicz Society는 1973년 3월 6일에 해산되었다.
1949년 이후 몇 년 동안, 그리고 주로 전쟁 기간의 결과로 아내는 조울증을 앓고 있는 것으로 진단되었다.
그는 위장병으로 한동안 고통을 겪었고 의사의 조언에 따라 1952년 10월에 수술을 받기로 결정했다. 그는 끝내 회복되지 않았고 그해 10월 25일 빈에서 사망했다. 무자녀였던 그의 아내 엘리자베스는 8년 후인 1960년 3월 9일 비엔나에서 사망했다. 그와 그의 아내의 무덤은 비엔나 의 Zentralfriedhof에서 찾을 수 있다.

## 작품
그의 피아노 스타일은 차이코프스키, 라흐마니노프, 초기 스크리아빈, 바그너 및 우크라이나 민속적 요소에 의해 길러졌고, 리스트와 쇼팽에 매우 기초했다.